# Чиста Мала
Чиста Мала је насељено мјесто у саставу града Водица, у Шибенско-книнској жупанији, Република Хрватска.

## Географија
Чиста Мала се налази у подножју Равних Котара, око 15 км сјеверно од Водица.

## Историја
До територијалне реорганизације у Хрватској насеље се налазило у саставу бивше општине Шибеник. Чиста Мала се од распада Југославије до августа 1995. године налазила у Републици Српској Крајини. Село се налазило уз линију фронта и претрпело је разна оштећења. Многе куће су страдале.

## Култура
У Чистој Малој се налази српска православна црква Св. Николе из 1895. године. Обновљена је и поново посвећена 2004. године.

## Становништво
Према попису становништва из 2011. године, насеље Чиста Мала је имала 119 становника. Након рата, мањи број мештана, углавном старијег доба, се вратио у своје домове.
| Националност       | 1991. | 1981. |
| Срби               | 560   | 432   |
| Југословени        | 4     | 96    |
| Хрвати             | 24    | 19    |
| остали и непознато | 8     | 30    |
| Укупно             | 596   | 577   |

| Демографија | Демографија | Демографија |
| Година      | Становника  | Становника  |
| ----------- | ----------- | ----------- |
| 1961.       | 760         |             |
| 1971.       | 663         |             |
| 1981.       | 577         |             |
| 1991.       | 596         |             |
| 2001.       | 80          |             |
| 2011.       |             | 119         |

## Попис 1991.
На попису становништва 1991. године, насељено место Чиста Мала је имало 596 становника, следећег националног састава:
| Попис 1991.‍  | Попис 1991.‍  | Попис 1991.‍ | Попис 1991.‍ | Попис 1991.‍ |
| ------------ | ------------ | ----------- | ----------- | ----------- |
|              |              |             |             |             |
| Срби         | Срби         |             | 560         | 93,95%      |
| Хрвати       | Хрвати       |             | 24          | 4,02%       |
| Југословени  | Југословени  |             | 4           | 0,67%       |
| неопредељени | неопредељени |             | 3           | 0,50%       |
| непознато    | непознато    |             | 5           | 0,83%       |
| укупно: 596  |              |             |             |             |

## Презимена
- Берић — Православци
- Вукојевић — Православци
- Вукша — Православци
- Груловић — Православци
- Добрић — Православци
- Лалић — Православци
- Манојловић — Православци
- Поповић — Православци
- Самарџић — Православци
- Стјеља — Православци
- Франић – Римокатолици